# George Harding
Pour les articles homonymes, voir Harding.
Pas d'image ? Cliquez ici

a Compétitions nationales et continentales officielles uniquement.

b Matchs officiels uniquement.
George Frederick Harding, né le 14 août 1858 à Chorlton et mort le 8 juillet 1927 à Newport, est un joueur international gallois de rugby à XV ayant occupé le poste d'arrière et d'avant en sélection nationale.

## Carrière
Il évolue en club avec le Newport RFC de 1877 à 1885 dont il est l'un des membres fondateurs. Il dispute son premier test match en équipe du pays de Galles le 19 février 1881 contre l'équipe d'Angleterre pour le premier match international du pays de Galles et son dernier contre l'équipe d'Écosse le 8 janvier 1883 toujours dans le cadre du premier tournoi britannique. Il participe au premier match du pays de Galles dans le tournoi, lors du tournoi britannique 1882-83 le 16 décembre 1882.

## Statistiques en équipe nationale
- Quatre sélections en équipe du pays de Galles, de 1881 à 1883
- Sélections par année : 1 en 1881, 2 en 1882, 1 en 1883
- Participation au premier tournoi britannique, en 1882-1883.